# المعهد التحضيري للدراسات الهندسية بتونس

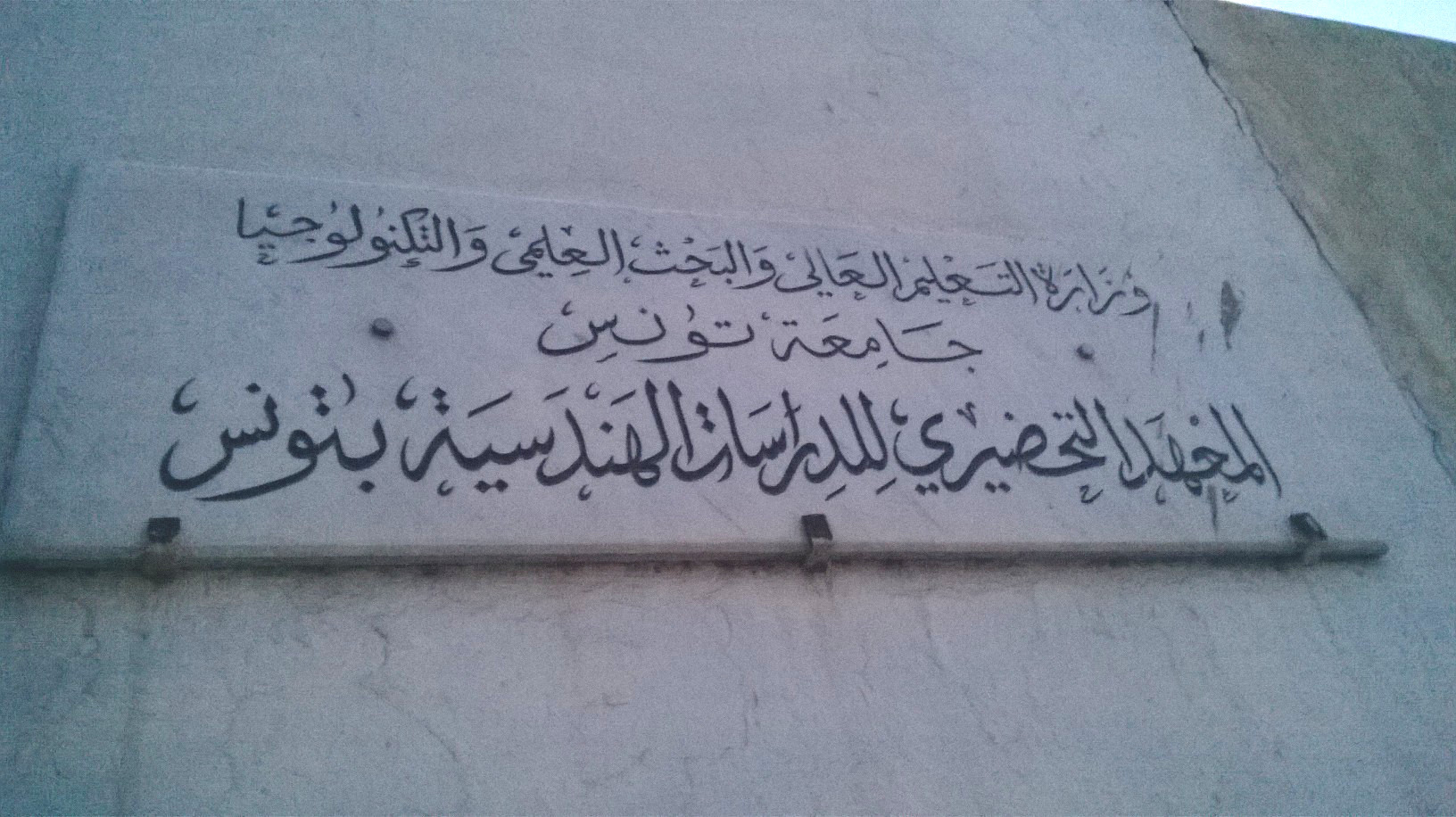
لوحة جدارية تحمل اسم المعهد التحضيري للدراسات الهندسية بتونس

المعهد التحضيري للدراسات الهندسية بتونس هو إحدى المؤسسات العليا التابعة لجامعة تونس تأسست طبقا للقانون عدد 95-40 المؤرخ في 24 أبريل 1995، ويعنى بإعداد الطلبة على امتداد سنتين جامعيتين لاجتياز المناظرة الوطنية للدخول إلى المدارس الوطنية للمهندسين.
يقع المعهد ب2، نهج جواهر لال نهرو بحي منفلوري.

## شروط الدخول
يمكن الدراسة بالم.ت.د.ه.ت. بعد اجتياز بكالوريا علمية(رياضيات، علوم، إعلامية) ولذلك حسب ترتيب تفضلي حسب درجة التفوق.
بصفة عامة يكفي معدل 16 من 20 للدخول للمعهد
الحائزون على بكالوريا رياضيات وبكالوريا علوم إعلامية يوجهون مباشرة إلى شعبة رياضيات-فيزياء(ر.ف.) في حين يوجه ذوي بكالوريا علوم تجريبية مباشرة إلى شعبة فيزياء-كيمياء(ف.ك.). يمكن لطلبة الر.ف. أن يغيروا وجهتهم إلى الف.ك. في بداية السنة الأولى، لكن العكس غير صحيح بما أن المكاسب في مادة الرياضيات تختلف من شعبة بكالوريا إلى أخرى.

## التكوين
يعد المعهد طلبة ه على امتداد سنتين جامعيتين لاجتياز المناظرة الوطنية للدخول إلى المدارس الوطنية للمهندسين، مثل المدرسة التونسية للتقنيات، المدرسة العليا للمواصلات، المدرسة الوطنية لعلوم الاعلامية والمدرسة الوطنية للمهندسين بتونس، إضافة إلى مناطرة الدخول للمدرسة العليا للمعلمين.

## الإدارة
- مدير الدراسات: المنصف بوكثير
- الكاتب العام: صلاح الدين بن دعماش